# 佟卜年
佟卜年（？—1625年），字八百，號觀澜，定辽中卫（今属辽宁省辽阳）人，明末政治人物。

## 生平
万历四十四年（1616年）进士，歷南皮縣、河間縣知縣，勤俭廉洁，爱惜人才，天啓初，迁四川夔州府同知，未至，经熊廷弼荐为登莱监军佥事，被诬私通建州（后金），被捕入狱而死。曾作《幽愤录》，以抒胸隐。

## 其他

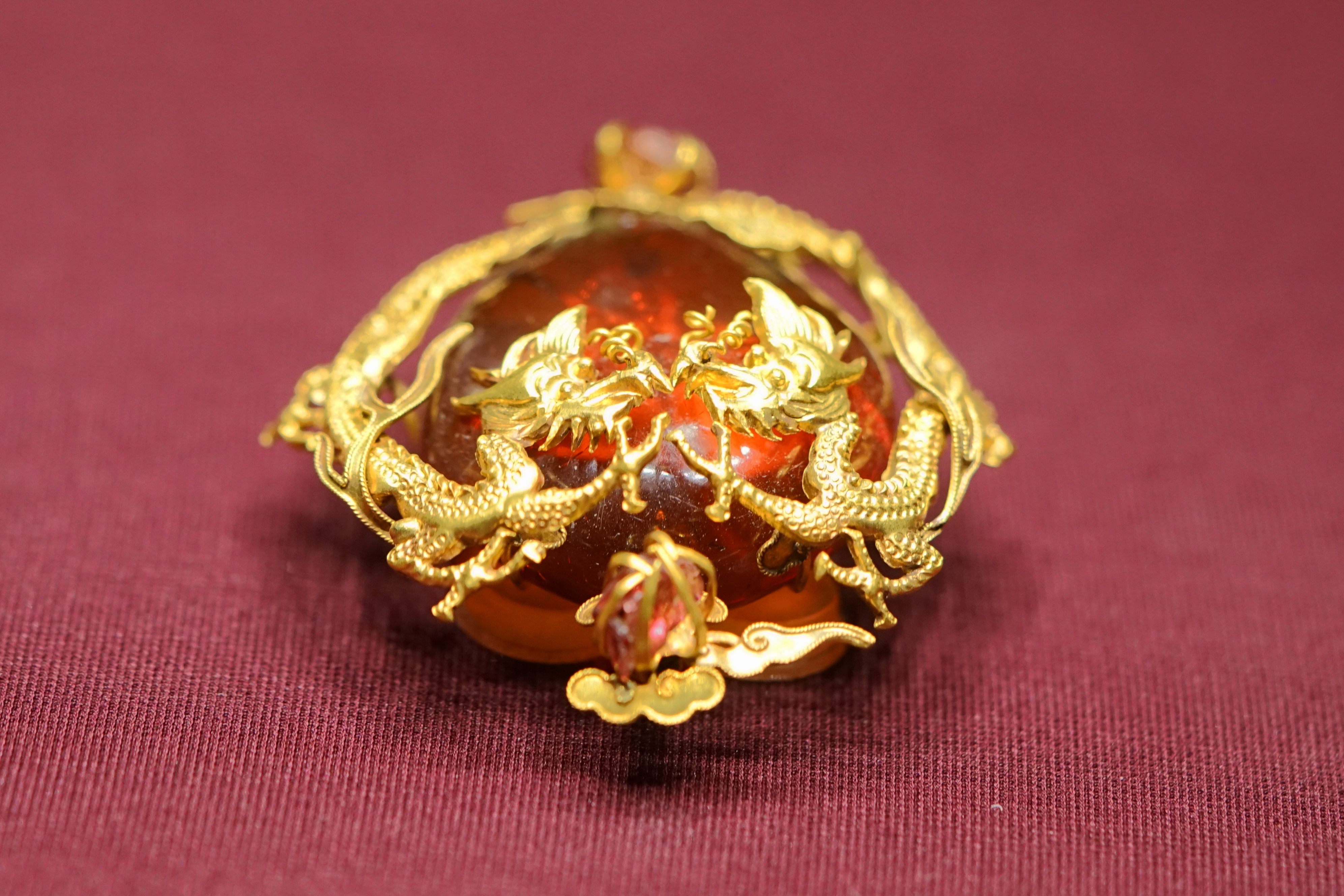
镶金托双龙戏珠纹琥珀饰件。佟卜年夫人陈氏墓出土

另据学者研究，天启元年（1621年），因为辽东战事吃紧，明廷重新启用熊廷弼为辽东经略。在熊廷弼的保举下，佟卜年出任登莱监军道，以招抚辽人。辽东连年征战，汉人佟养真、佟养性投靠了努尔哈赤；而佟卜年与佟养真、佟养性系同姓，故而在明廷激烈的党争中，熊廷弼的政敌将佟卜年当作通敌的把柄，用以攻击熊廷弼。结果佟卜年被解职，于次年（1622年）入狱。后经审判，虽未查实佟卜年有“通逆”的证据，但佟卜年依然身陷囹圄。天启五年（1625年），熊廷弼因丢失广宁城而被传首九边，不久佟卜年亦死。

## 家族
子佟國器，清朝官至福建与南赣巡抚。